# Freddie Bryant
Freddie Bryant (* um 1970) ist ein US-amerikanischer Jazzmusiker (Gitarre, Komposition) des Modern Jazz und Hochschullehrer.

## Leben und Wirken
Bryant besuchte das Amherst College, an dem er 1987 den Bachelor of Arts erwarb; anschließend studierte er an der Yale School of Music, an dem er den Masterabschluss in klassischem Gitarrenspiel erwarb. Seit den frühen 1990er-Jahren arbeitete er in der amerikanischen Jazzszene; erste Aufnahmen entstanden 1991 mit der Bill Lowe/Andy Jaffe Big Band (An Imperfect Storm). In den folgenden Jahren spielte er in New York mit Musikern wie Kevin Hays, Tom Harrell, D. D. Jackson, Steve Wilson, Brad Mehldau, Chris Potter, Avishai Cohen, Roseanna Vitro, Dee Dee Bridgewater, Sheila Jordan, Randy Brecker, Tessa Souter, David Sánchez, Joshua Redman, Wynton Marsalis, Max Roach und Dr. Lonnie Smith, außerdem mit Weltmusikern wie Salif Keïta, Scott Feiner und Giora Feidman. In seinen eigenen Projekten beschäftigte er sich auch mit brasilianischer Musik; unter eigenem Namen legte er eine Reihe von Alben vor. Bryant arbeitete 2018 mit Ben Rileys Monk Legacy Septet (“Memories of T” bei Concord Records), weiterhin im Ben Riley Quartet, in der Mingus Big Band und seiner eigenen Formation Kaleidoscope.
Im Bereich des Jazz war er zwischen 1991 und 2021 an 44 Aufnahmesessions beteiligt.
Bryant war 2004 Copeland Fellow in Amherst, unterrichtete als Professor in African Studies and Music am Williams College. Gegenwärtig lehrt er am Berklee College of Music und am Prins Claus Conservatorium in Groningen.

## Diskographische Hinweise
- Brazilian Rosewood (Fresh Sound New Talent, 1997), mit Diego Urcola, Chris Cheek, Edward Simon, Avishai Cohen, Jorge Rossy, Gilad
- Doug Raney/Dave Stryker/Freddie Bryant: Jam Session, Vol. 1 (SteepleChase, 1998)
- Boogaloo Brasileiro(Fresh Sound, 1999), mit Steve Wilson, Chris Cheek, Edsel Gomez, Avishai Cohen, Jorge Rossy, Gilad
- Freddie Bryant & Kaleidoscope: Live at Smoke (Fresh Sound, 2000), mit Diego Urcola, Steve Wilson, Chris Cheek, Edsel Gomez, Greg Ryan, Willard Dyson, Gilad
- Dreamscape – Solo, Duo, Trio (GJK, 2013), mit Chris Potter, Scott Colley, Beatrice Rippy, Carroll Hollister
- Freddie Bryant / Kaleidoscope: Live Grooves... Epic Tales (2018)